# Ministère de la Jeunesse et de l'Emploi
Le ministère de la Jeunesse et de la Promotion de l'Entrepreneuriat des Jeunes est un ministère du gouvernement au Burkina Faso.

## Description

### Siège
Le ministère chargé de la jeunesse et de la formation professionnelle a son siège à Ouagadougou. 

### Attributions
Le ministère est chargé de la jeunesse et de la promotion de l’entrepreneuriat des jeunes.

### Ministres
Depuis le 25 octobre 2022, Issouf Sirima est le ministre des Sports, de la Jeunesse et de l’Emploi.